# Domenico Modugno
Pour les articles homonymes, voir Modugno (homonymie).
Domenico Modugno, né le 9 janvier 1928 à Polignano a Mare et mort le 6 août 1994 à Lampedusa e Linosa (île de Lampedusa), est un chanteur, auteur-compositeur-interprète, compositeur, guitariste, acteur, réalisateur et homme politique italien.
Il est considéré comme l'un des pères de la musique légère italienne et l'un des artistes les plus prolifiques en général. Il a écrit et enregistré environ 230 chansons, il a joué dans 38 films pour le cinéma, 7 pour la télévision, ainsi que dans 13 pièces de théâtre et il a animé plusieurs émissions télévisées. Il a également remporté quatre festivals de Sanremo, dont le premier, en 1958, avec la chanson Volare alias Nel blu dipinto di blu (dont il est également l'auteur, ce qui fait de lui le premier auteur-compositeur-interprète dans l'histoire du concours), destinée à devenir l'une des chansons italiennes les plus connues, sinon la plus connue, et dont il a tiré son surnom de « M. Volare »,. Il a aussi chanté les versions italiennes de Le téléphone pleure et La mamma. Modugno est également l'un des deux chanteurs italiens, avec Renato Carosone, à avoir vendu des disques aux États-Unis à l'époque sans les avoir enregistrés en anglais. À la fin de sa vie, il a également été député et dirigeant du Parti radical italien. Il fait partie des artistes italiens qui ont vendu le plus de disques, avec plus de 70 millions d'exemplaires.
Selon les données de la Société italienne des auteurs et éditeurs (SIAE), Nel blu dipinto di blu est la chanson italienne la plus jouée dans le monde depuis 1958.

## Biographie

### Enfance et jeunesse
Domenico Modugno naît le 9 janvier 1928 à Polignano a Mare (où une promenade avec une statue lui sera plus tard dédiée), Piazza Minerva 5 (aujourd'hui Piazza Caduti di via Fani), dans la province de Bari. Son père est Vito Cosimo Modugno, commandant de la police locale, et sa mère Pasqua Lorusso, originaire de la ville voisine de Conversano ; il a deux frères aînés, Vito Antonio et Giovanni, et une sœur aînée, Teresa, et il est surnommé Mimì dès son plus jeune âge dans sa famille,. En 1932, son père est muté pour raisons professionnelles à San Pietro Vernotico, dans la province de Brindisi, et Modugno y apprend le dialecte vernaculaire Sanpietrano (qui fait partie du dialecte salentin), qui rappelle le sicilien et dans lequel il écrira ses premières chansons,. Pendant son adolescence, il apprend à jouer de la guitare, chez un cordonnier de la ville voisine de Squinzano, et de l'accordéon, tandis qu'en 1945, il compose ses deux premières chansons, qu'il n'enregistrera jamais, E la luna fra le nubi che sorride al mio dolore et Il treno che fischia ; il écrit également quelques poèmes qu'il fait imprimer par le père imprimeur de son ami ; plus tard, ses chansons seront écrites dans le dialecte de la ville de San Pietro Vernotico,. Entre-temps, il suit les cours de l'Institut de comptabilité de Manfredonia. En 1947, il part, à l'insu de son père, chercher fortune à Turin et travaille d'abord comme serveur, puis comme apprenti fabricant de pneus, dans une cabane louée,. En 1949, après son service militaire à Bologne, il retourne dans son village, se laisse pousser la moustache et commence à se produire comme accordéoniste dans des sérénades pour filles avec son groupe d'amis, acquérant la réputation de « fimminaru » (litt. « homme à femmes ») en raison de ses qualités athlétiques et artistiques,.

### Années 1950: de l'activité théâtrale au succès deNel blu dipinto di blu

Domenico Modugno en 1953.

C'est également dans cette ville qu'il commence son activité théâtrale sous la direction du Maestro Rolomir Piccinno, mais il décide bientôt de retourner à Turin, puis de s'installer à Rome, où il séjourne d'abord au couvent des moines camaldule du Celio ; il remporte un concours pour acteurs amateurs qui lui permet de s'inscrire à l'école d'acteurs du Centro sperimentale di cinematografia, réussissant également à décrocher une bourse de cinquante mille lires par mois. Il y rencontre une jeune actrice sicilienne en herbe, Franca Gandolfi, fille d'un colonel, qui deviendra son épouse le 26 juin 1955. Le soir, il commence à se produire au Circolo Artistico de Via Margutta, avec un répertoire de chansons en dialecte salentin de sa composition et de chansons populaires.
Son premier rôle en tant que figurant remonte à 1949 dans le film Les Pompiers chez les pin-up, puis en 1951 dans Filumena Marturano. En 1952, il est jeune acteur au théâtre dans Le Bourgeois gentilhomme de Molière avec la troupe Tatiana Pavlova et participe aux films Cameriera bella presenza offresi... (1951), Anni facili (1953), et dans l'épisode La giara du film Questa è la vita (1954). Après avoir obtenu un certificat du Centro sperimentale di cinematografia en 1953, il poursuit son activité cinématographique tout en se produisant comme musicien et bruiteur à la radio.
Dans le film Carica eroica de 1952, devant jouer le rôle d'un soldat sicilien qui doit endormir un enfant, Modugno interprète une chanson populaire de son pays, Ninna nanna, plus connue sous le nom de Ulìe ci tene ulìe, grâce à laquelle il est appelé à l'émission Trampolino pour la présenter ; la prestation est appréciée par le directeur de la deuxième chaîne, Fulvio Palmieri (it), qui lui propose de concevoir et de présenter un programme musical en quatre parties. Modugno implique Gandolfi et c'est ainsi qu'au début de 1953, il anime Amuri...amuri..., diffusé sur la Rai Radio 2 à 22 heures, dans lequel il interprète une chanson à chaque épisode, en proposant des chansons qu'il enregistrera par la suite, comme La cicoria ou La barchetta dell'amore.
La légende du Modugno sicilien est née à cette époque, car de nombreuses personnes ont pris le dialecte salentin de cette chanson et d'autres pour une langue sicilienne, et l'auteur-compositeur-interprète, du moins à cette époque, ne l'a pas nié, s'attirant la rancœur des villageois de San Pietro pour avoir entendu Modugno lui-même déclarer qu'il était sicilien : il affirmera plus tard qu'il l'avait fait parce qu'il y avait été contraint par les directeurs de la Rai et les producteurs de disques. Il y avait aussi des intérêts économiques et d'image, les siens et ceux de l'équipe qui gérait ses affaires.
En mai 1953, Frank Sinatra est invité à un épisode de Radioscrigno, une émission de radio animée par Guido Notari (it), au cours de laquelle Modugno interprète Ninna nanna. Sinatra se montre intéressé par la chanson, qu'il n'enregistrera jamais par la suite. L'épisode a toutefois permis de susciter l'intérêt des responsables de la radio de la télévision d'État. Sa dernière apparition au cinéma avant son succès dans le monde de la musique fut en 1955 dans Il Mantello Rosso de Giuseppe Maria Scotese. Il continuera cependant à jouer la comédie par la suite,.

#### 1953: Contrat avec RCA Italiana

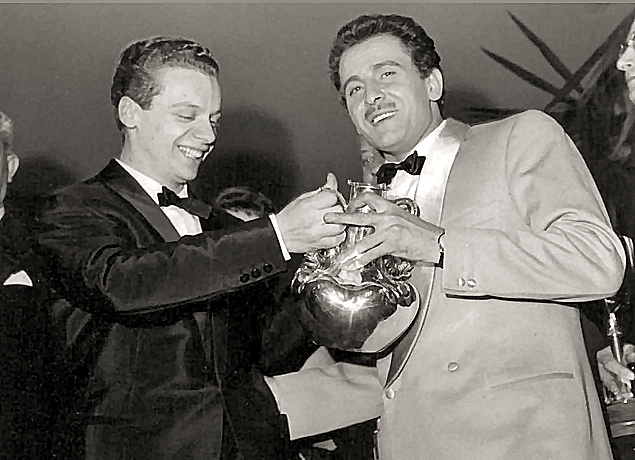
Johnny Dorelli et Modugno au Festival de Sanremo 1959.

Fin 1953, Modugno obtient un contrat d'enregistrement avec RCA Italiana, pour lequel il commence à sortir ses premiers disques 78 tours et 45 tours. Il y joue des chansons composées en dialecte salentin et sicilien, pour lesquelles il s'inspire du folklore de ces deux régions, en chantant sur des personnages pittoresques comme dans la chanson Lu Frasulinu, des pêcheurs, des histoires d'amour d'espadons amoureux, fidèles jusqu'à la mort dans le massacre de la pêche au thon, des chevaux devenus aveugles et poussés à mourir sous le soleil brûlant après l'obscurité des mines. Le premier disque édité en 1954 est un 78 tours, La cicoria/Ninna nanna (la première chantée avec Franca Gandolfi) ; les deux chansons avaient été présentées dans l'émission animée par Walter Chiari Controcorrente.
La même année, ses parents se séparent, son père ayant depuis longtemps une relation avec une tierce personne. Sa mère déménage à Rome avec Vito Antonio, le frère de Domenico, qui commence à travailler pour lui en tant qu'impresario ; l'autre frère reste au village et ouvre la première concession automobile du village ; les neveux de l'auteur-compositeur-interprète et son frère aîné Tonino résident toujours à San Pietro Vernotico, tandis que son père se suicide le 30 décembre 1964, après deux ans de souffrances dues à de graves troubles circulatoires et à des crises d'asthme répétées qui lui donnaient une sensation constante d'étouffement.
Pendant cette période, il sort d'autres disques pour RCA avec des chansons qui seront redécouvertes plus tard, comme La donna riccia, La sveglietta, Lu pisci spada et Vecchio frak, l'une des deux chansons en italien de cette période, qui lui causera en 1955 son premier problème avec la censure à cause du couplet final « Ad un attimo d'amore che mai più ritornerà » (litt. « À un moment d'amour qui ne reviendra jamais »), qu'il avait changé en « Ad un abito da sposa primo e ultimo suo amor » (litt. « À une robe de mariée, son premier et son dernier amour »). Comme il le raconte lui-même, cette chanson est inspirée de l'histoire du prince sicilien Raimondo Lanza di Trabia (époux de l'actrice Olga Villi), qui s'est suicidé en novembre 1954, à l'âge de 39 ans, en se jetant de la fenêtre de son palais de la Via Sistina à Rome. L'un de ses amis proches, le poète et écrivain Giovanni Bruno, raconte en outre que la chanson a trouvé une deuxième source d'inspiration dans une histoire de fantômes que sa mère racontait au chanteur lorsqu'il était enfant : la légende d'un fantôme qui sortait la nuit des remparts du château de Conversano (province de Bari) et se promenait dans la ville.

#### 1955: Premiers 33 tours
C'est à cette époque que sont publiés ses premiers disques 33 tours : le premier album est I successi di Domenico Modugno I, publié en 1955, qui reprend certaines chansons déjà publiées en 78 tours, suivi de I successi di Domenico Modugno II. Les chansons de cette période s'inspirent souvent de la tradition folklorique sicilienne et des « cantastorie » (litt. « conteurs ») siciliens, qui constituent en fait sa première expérience musicale, bien qu'il ait déclaré plus tard : « Une nuit, à l'âge de trois ans, à Polignano a Mare, j'ai été réveillé par un joli son, que je n'ai déchiffré que plus tard comme étant le chant d'un charretier ; ce fut ma première expérience musicale, qui a été pour moi de la "musique" pendant longtemps. C'est pourquoi j'ai commencé à chanter ces chansons ; le conteur était en moi, ce n'était pas un choix précis ».
Certaines de ces premières chansons sont déposées à la Société italienne des auteurs et éditeurs (SIAE) avec d'autres auteurs comme cosignataires de la musique, par exemple Romagnoli pour La donna riccia, car — comme Modugno l'expliquera plus tard — :
« Per le mie primissime composizioni dovevo ricorrere alla firma di persone già iscritte alla Siae come trascrittori, non potevo farlo io per via dei requisiti della legge vigente: io non sapevo scrivere la musica e suonavo vari strumenti a orecchio. Ero insomma un "melodista", come venivano definiti coloro che si trovavano nelle mie condizioni. Per depositare "La donna riccia" alla Siae, quindi, dovetti appoggiarmi a Romagnoli, che pur non avendo scritto nemmeno una nota incominciò in questa maniera a intascare i diritti d'autore. Molto presto riuscii a modificare la situazione: si riunì appositamente per me una commissione che, dopo aver esaminato il caso, decise che il signor Modugno poteva tranquillamente depositare le sue opere pur non sapendo scrivere la musica »
— Domenico Modugno

« Pour mes toutes premières compositions, j'ai dû recourir aux signatures de personnes déjà inscrites à la SIAE comme transcripteurs, je ne pouvais pas le faire moi-même en raison des exigences de la loi en vigueur : je ne savais pas écrire de la musique et je jouais de divers instruments à l'oreille. Bref, j'étais un "mélodiste", comme on appelait ceux qui étaient dans ma situation. Pour déposer "La donna riccia" auprès de la SIAE, j'ai donc dû m'en remettre à Romagnoli qui, bien que n'ayant pas écrit une seule note, a commencé à empocher les droits d'auteur de cette manière. Très vite, j'ai pu changer la situation : une commission s'est réunie spécialement pour moi et, après avoir examiné le cas, a décidé que M. Modugno pouvait déposer ses œuvres en toute sécurité, même s'il ne savait pas écrire de la musique »
.
Cependant, l'un de ses premiers coauteurs, Franco Nebbia (it), a joué un rôle important dans la promotion de la carrière précoce de Modugno.

#### 1956: Contrat avec Fonit Cetra

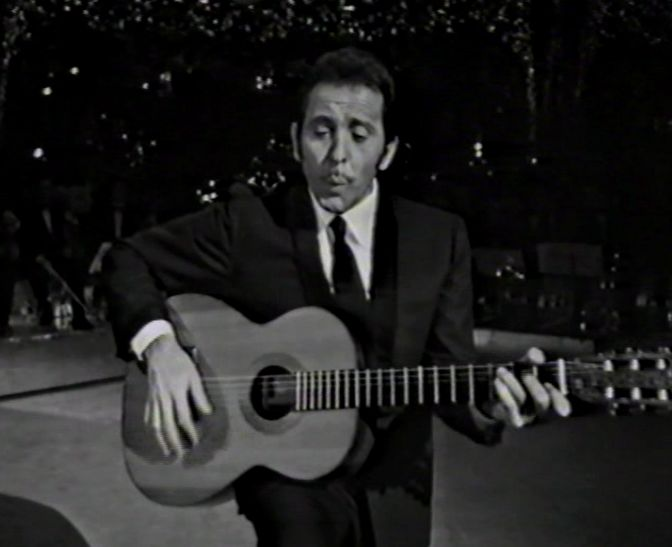
Modugno interprétant Vecchio frac en 1969.

En 1956, avec le changement de maison de disques et le passage à Fonit Cetra, il peut faire ses débuts en tant qu'auteur-compositeur au Festival de Sanremo avec Musetto, qui avait déjà été enregistré auparavant et qui a été présenté à l'événement par Gianni Marzocchi, en terminant à la huitième place. La même année, il dirige avec Henri Salvador les sept épisodes de l'émission télévisée Invito a Bordo, réalisée par Romolo Siena, qui s'achève en mai 1956. Toujours en 1956, il compose Io, mammeta e tu, qui contribue à faire circuler le nom de l'auteur-compositeur-interprète, et effectue une tournée en France en traduisant en français certaines de ses chansons comme Vecchio Frac ou Io, mammeta e tu. Parallèlement, il sort d'autres 33 tours comme Domenico Modugno e la sua chitarra - Un poeta un pittore un musicista et Domenico Modugno e la sua chitarra nº 2 - Un poeta un pittore un musicista, qui comprennent également des réenregistrements d'anciennes chansons. C'est également à cette époque qu'il commence à écrire des chansons en napolitain sur des textes de Riccardo Pazzaglia, qu'il avait rencontré au Centro sperimentale di cinematografia.
En 1957, il participe au Festival de Naples avec Aurelio Fierro, avec Lazzarella, écrite avec Pazzaglia, qui est un succès, tout comme la chanson en face B, Strada 'nfosa, inspirée par un vendeur ambulant parisien un jour de pluie. À la fin de l'année, il a un autre problème avec la censure à cause de certains vers de Resta cu' mme jugés inappropriés : Nu' me 'mporta dô passato, nu' me 'mporta 'e chi t'ha avuto, qu'il devra donc changer en Nu' me 'mporta si 'o passato, sulo lagreme m'ha dato.

#### 1958:Volare

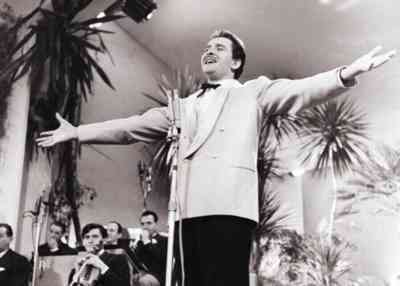
Modugno ouvrant les bras pendant le refrain de Nel blu dipinto di blu au Festival de Sanremo 1958.

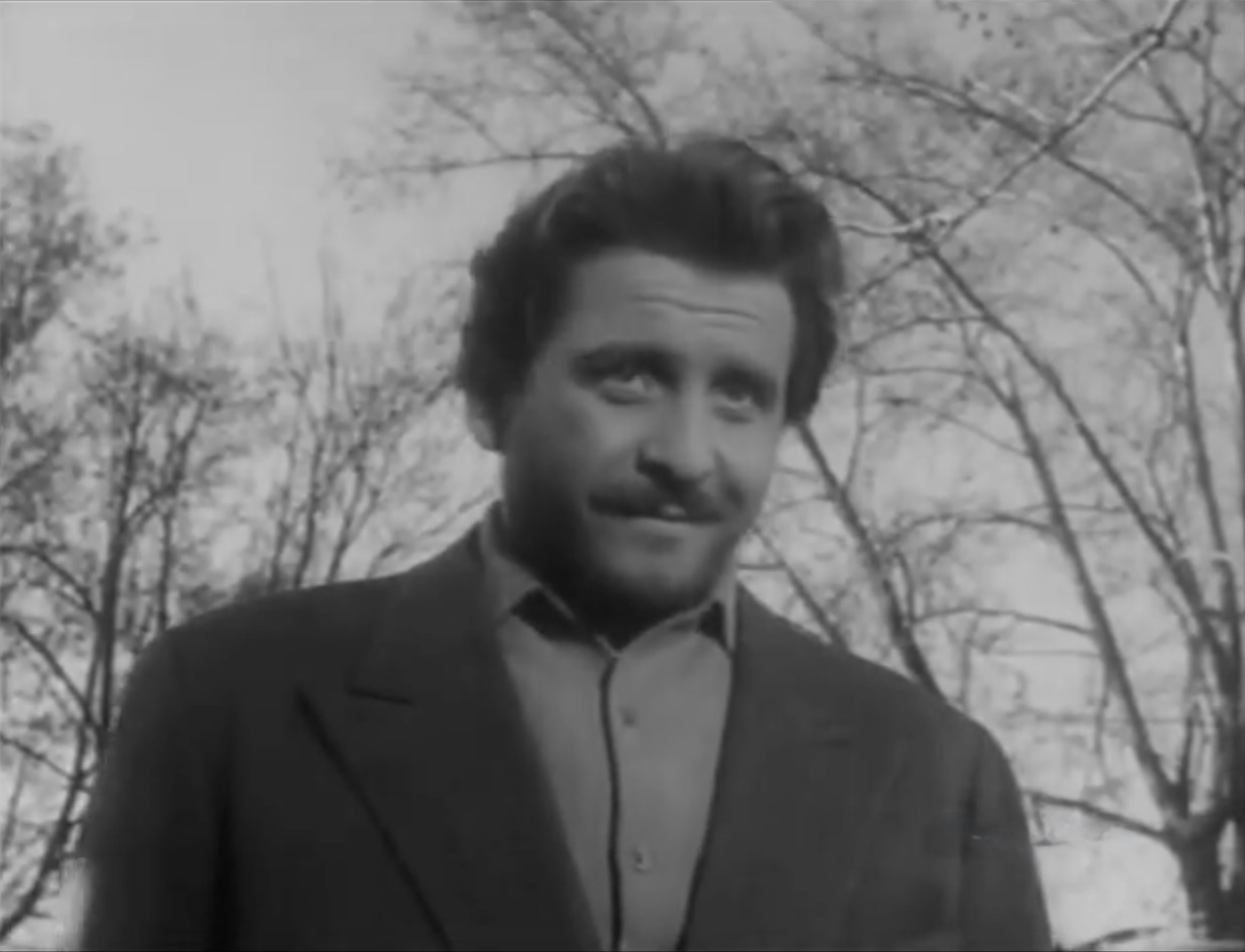
Modugno dans le film Le Don Juan des bas-fonds (1959).

Il est devenu l'un des protagonistes de la musique légère italienne et internationale lorsque, avec la chanson Nel blu dipinto di blu, il a triomphé au festival de Sanremo 1958 avec Johnny Dorelli. Les paroles de cette chanson ont été écrites en collaboration avec Franco Migliacci, avec qui il a collaboré à plusieurs reprises au cours de sa carrière, obtenant d'autres succès tels que Addio... addio.... La chanson a ensuite été traduite dans pas moins de 13 langues et a connu un succès mondial. Les récits des auteurs sur l'écriture des paroles sont contradictoires et varient selon la reconstruction du moment : Gianni Borgna les a rassemblés, et il s'avère ainsi qu'au début, Modugno affirmait que l'idée du refrain Volare, oh oh lui était venue un matin en observant le ciel bleu depuis la fenêtre de sa maison de la Piazza Consalvi à Rome, tandis que Migliacci affirmait que l'idée lui était venue en observant le tableau de Marc Chagall Le Coq rouge, et qu'il n'en avait parlé que plus tard à l'auteur-compositeur-interprète des Pouilles. Modugno a ensuite affirmé qu'en se promenant près du Ponte Milvio, l'un des deux prononçait le vers Di blu m'ero dipinto et qu'à partir de là, le reste des paroles se développait. Dernièrement, Migliacci a cependant changé son histoire, affirmant que la chanson est née d'un cauchemar nocturne. L'histoire était la suivante : « Migliacci devait aller à la mer un jour avec Modugno, mais ce dernier n'est pas venu le chercher ; Migliacci a donc dit adieu à la journée à la mer, s'est enfermé dans la maison, un peu à cause de la chaleur il s'est endormi, rêvant qu'il volait dans le ciel et qu'il se peignait en bleu ». Il est presque impossible de démêler le vrai du faux à propos de l'écriture des paroles, mais à propos de la musique, écrite par le seul Modugno, tout le monde est d'accord pour reconnaître sa charge d'innovation et de nouveauté, du moins a posteriori, étant donné que, immédiatement après la représentation de Sanremo, certains musiciens n'ont pas hésité à critiquer la mélodie (Gorni Kramer, par exemple, a déclaré : « Qu'est-ce que c'est que cette chanson ? Elle n'a aucun style, ce n'est même pas une chanson ! »).
Globalement, cependant, les avis des critiques musicaux sont unanimes : « La chanson de Modugno est sans aucun doute la plus novatrice, la plus originale et la plus imaginative de ce Festival : imaginative dans la musique, où la véritable caractéristique est donnée par la phrase initiale du refrain, et imaginative dans le sujet » ; « La victoire de Modugno peut enfin signifier une rupture avec le climat d'artifice dans lequel navigue la chanson italienne, grâce aux intérêts des maisons de disques et des éditeurs, et à la mauvaise préparation de la plupart des auteurs et des chanteurs : Modugno a démontré qu'une belle chanson, bien chantée, peut être appréciée par le public, et il a montré que deux chanteurs sérieux et préparés comme lui et le jeune Johnny Dorelli ont la possibilité de s'imposer face aux "vedettes" construites et artificielles, avec des millions en banque et des larmes dans leur mouchoir ».
Le succès de la chanson est cependant dû à d'autres aspects, et pas seulement aux paroles ou à la mélodie : il convient de mentionner en particulier l'arrangement d'Alberto Semprini et l'interprétation de Modugno qui, lors de la représentation à Sanremo, accompagne sa voix de mimiques pour arriver, dans le célèbre refrain, à une ouverture libératrice de ses bras.
Après Sanremo, la chanson est arrivée troisième au Concours Eurovision de la chanson et a remporté trois Grammy Awards en 1958 (il a été pendant de nombreuses années le seul à remporter un tel prix pour une chanson italienne), un comme disque de l'année, un comme chanson de l'année et un comme meilleur interprète de 1958.
Le Cash Box Billboard lui a également décerné un Oscar pour la meilleure chanson de l'année et il a reçu trois disques d'or de l'industrie musicale, l'un pour le meilleur interprète, l'autre pour la meilleure chanson et le dernier pour la meilleure vente de disques.
Voici comment le chanteur raconte l'avènement de son succès aux États-Unis :
« In una stazione radio del Michigan o dell'Indiana, chi si ricorda, arrivò un signore con il disco mio e lo mandò in onda: il giorno dopo si ebbero duemila telefonate di gente che voleva risentirlo. Lo rimandò in onda: il giorno appresso altre duemila telefonate. L'exploit di Volare nacque così »
— Domenico Modugno.
        
« Dans une station de radio du Michigan ou de l'Indiana, qui s'en souvient, un homme est venu avec mon disque et l'a mis à l'antenne : le lendemain, il y a eu deux mille appels téléphoniques de gens qui voulaient l'entendre à nouveau. Il l'a remis à l'antenne : le lendemain, encore deux mille coups de fil. L'exploit de Volare est ainsi né. »
Il participe au Ed Sullivan Show, l'émission de télévision la plus populaire aux États-Unis, et entame ensuite une longue tournée qui passe, entre autres, par Boston, Buffalo, Los Angeles et New York où, le 18 septembre, il se produit au Carnegie Hall : c'est au cours de cette tournée que sa femme donne naissance, avec quelques semaines d'avance, à leur premier enfant, mais Modugno ne peut rentrer en Italie en raison des lourdes pénalités prévues par le contrat (pas moins de 100 000 dollars de dommages-intérêts).

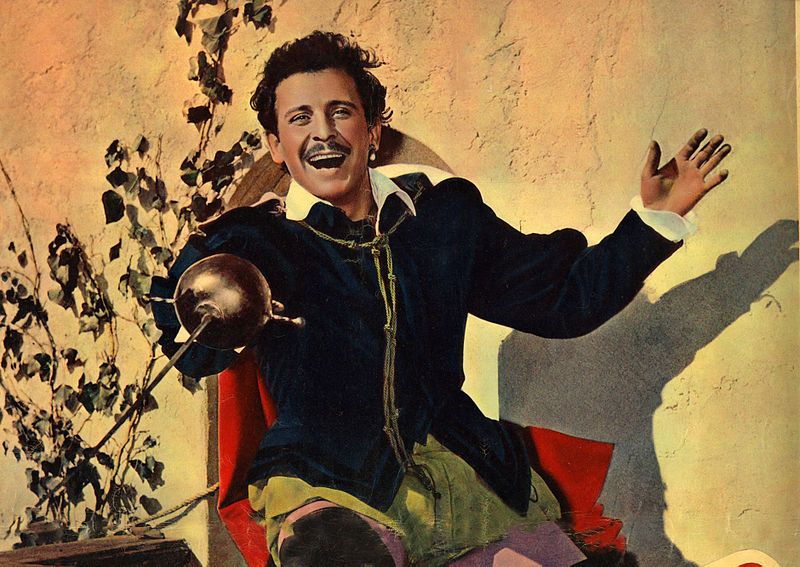
Modugno dans Il mantello rosso (1955).

C'est à cette époque que les Américains le surnommèrent « M. Volare », et sa chanson fut également connue sous ce titre, le 45 tours restant en tête du palmarès musical américain pendant pas moins de treize semaines consécutives, un record encore inégalé pour un disque italien.
L'écho de ces succès arrive également en Italie : L'Espresso d'août 1958 peut ainsi écrire en gros titre sur sa couverture : « Modugno ha conquistato l'America » (litt. « Modugno a conquis l'Amérique ») ; et à la fin de l'année, les chiffres de vente sont enthousiasmants, battant tous les records pour un disque italien jusqu'alors : pas moins de 800 000 exemplaires en Italie et plus de 22 millions dans le monde.
1958 est une année mouvementée pour l'auteur-compositeur-interprète : il passe d'un petit succès italien à une grande popularité internationale, avec des tournées aux États-Unis et en Amérique latine, des enregistrements à l'étranger, des apparitions dans divers programmes télévisés. Modugno traverse l'Atlantique une soixantaine de fois, tous les États d'Amérique du Nord et du Sud l'entendent en direct ; à Caracas, lors d'un spectacle, 121 000 personnes sont présentes.
De retour en Italie, il tente d'impliquer Migliacci dans l'écriture d'une nouvelle chanson et, alors qu'il attend le départ de son train, à la gare de Pittsburgh, Pennsylvanie, un jour de pluie, observant l'adieu de deux fiancés sous la pluie, il note ces vers : " Ciao ciao bambina, un bacio ancora/e poi per sempre ti perderò;/vorrei trovare parole nuove/ma piove, piove sul nostro amor "[24]. [Comme le parolier n'est pas intéressé, Modugno fait appel à Dino Verde, avec qui il avait déjà collaboré pour l'écriture de Resta cu' mme, et compose une musique qui reprend en quelque sorte le schéma de Nel blu dipinto di blu : une introduction lente (accompagnée par l'orgue Hammond, joué par Mario Migliardi), qui s'ouvre ensuite sur un refrain aérien. Les deux chansons ont un autre point commun : la première est connue dans le monde entier par le mot du refrain, Volare, et non par son titre, et il en va de même pour la seconde, Piove, beaucoup plus connue sous le nom de Ciao ciao bambina. Cette chanson réitère le triomphe de la précédente, remportant le Festival de Sanremo 1959 et devenant l'une des chansons les plus connues de l'auteur-compositeur-interprète (également enregistrée par Caterina Valente, Xavier Cugat, Franck Pourcel, Fred Buscaglione et bien d'autres), même si les ventes globales n'atteignent pas celles de Nel blu dipinto di blu : 500 000 exemplaires en Italie et près de 15 millions dans le monde entier,.

### Années 1960

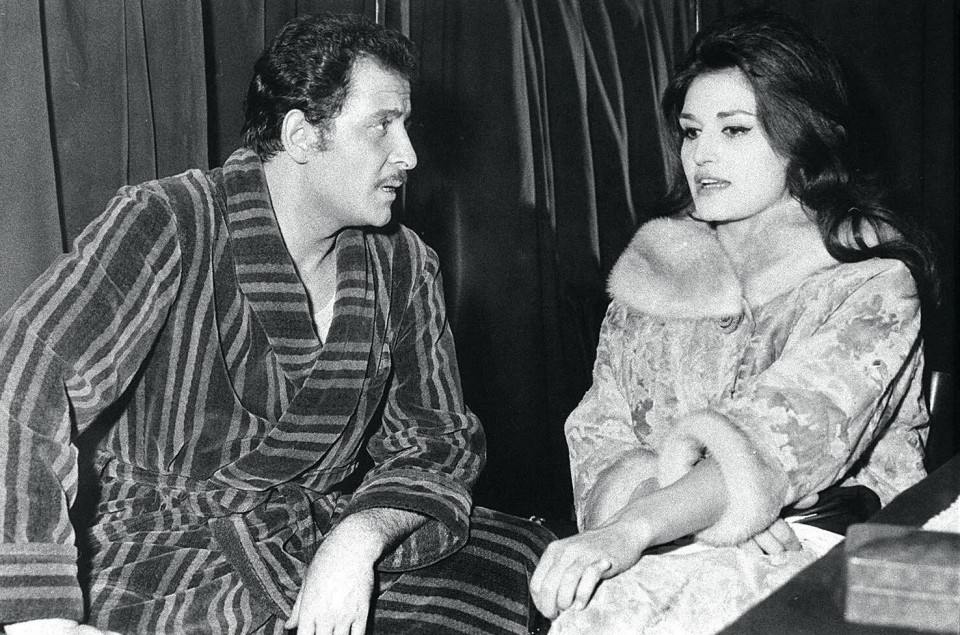
Domenico Modugno et Dalida en 1962.

En 1960, il se classe deuxième avec Teddy Reno pour Libero, qui est néanmoins un bon succès de vente ; il gagne en 1962 avec Claudio Villa pour Addio... addio... et en 1966 avec Dio, come ti amo avec Gigliola Cinquetti. Malgré son succès en tant que chanteur, il poursuit son activité d'acteur en participant à de nombreux films, dont en 1960 Je cherche une maman, aux côtés de Ciccio Ingrassia, Mina et Franco Franchi. En 1961, après quelques mois d'inactivité dus à une fracture de la jambe subie lors de répétitions théâtrales, il débute comme protagoniste de la comédie musicale Rinaldo in campo de Garinei et Giovannini, dont il compose également la musique publiée dans l'album du même nom et qui est définie comme « le plus grand succès théâtral de tous les temps en Italie », enregistrant des records de recettes qui n'avaient jamais été atteints dans ce domaine. Créée au théâtre Alfieri de Turin le 12 septembre 1961 à l'occasion du centenaire de l'unité nationale, la pièce raconte l'histoire du brigand sicilien Rinaldo Dragonera, qui tombe amoureux d'Angelica, une noble sicilienne qui soutient la cause de Garibaldi et qui finit par le convaincre de s'engager dans l'armée de Garibaldi contre les Bourbons. La pièce a également été diffusée à la télévision. Son succès a conduit la pièce à être jouée en France et en Union soviétique, mais sans Modugno, occupé par d'autres projets. En tant que comédien de théâtre, il joue également dans d'autres spectacles tels que Tommaso d'Amalfi d'Eduardo De Filippo, dont il écrit également la musique ; il joue également dans Liolà, composant également une musique pour la pièce qui est restée inédite.
En 1961, le single La novia est resté six semaines en tête des hit-parades.
Au cinéma, il tourne le film autobiographique Tutto è musica (1963) en tant qu'auteur-acteur, avec Franco et Ciccio.
À la télévision, il joue dans Scaramouche (it) (1965) de Daniele D'Anza, avec Carla Gravina ; la chanson thème de cette série, L'avventura, est devenue l'une de ses chansons les plus célèbres.
« Quando gli chiesero il permesso per questa operazione, lui rispose che non lo aveva mai concesso a nessuno, ma che per Modugno non ci sarebbero stati problemi. Poi ci siamo incontrati e conosciuti a casa sua: era una persona molto strana, chiusa, vulnerabile, che ispirava tenerezza »
— Domenico Modugno.
        
« Lorsqu'on lui a demandé la permission pour cette opération, il a répondu qu'il ne l'avait jamais accordée à personne, mais qu'il n'y aurait pas de problème pour Modugno. Ensuite, nous nous sommes rencontrés et avons fait connaissance chez lui : c'était une personne très étrange, fermée, vulnérable, qui inspirait la tendresse »
En 1966, Pier Paolo Pasolini fait appel à lui pour chanter le générique du film Des oiseaux, petits et gros, sur une musique d'Ennio Morricone ; l'année suivante, il joue dans le film Caprice à l'italienne (dans l'épisode Que sont les nuages ?), en interprétant la chanson du même nom :
« Il mio incontro con Pasolini fu bello. In un primo tempo voleva utilizzarmi per un'opera che doveva rappresentare alla Piccola Scala di Milano, cosa che poi non fece. Recitai invece nell'episodio Cosa sono le nuvole, e dal titolo del film nacque anche una canzone, che scrivemmo insieme. È una canzone strana: mi ricordo che Pasolini realizzò il testo estrapolando una serie di parole o piccole frasi dell'Otello di Shakespeare e poi unificando il tutto »
— Domenico Modugno.
        
« La rencontre avec Pasolini a été magnifique. Au début, il voulait m'embaucher pour un opéra qu'il devait jouer à la Piccola Scala de Milan, ce qu'il n'a pas fait. À la place, j'ai joué dans l'épisode Que sont les nuages ?, et une chanson est née du titre du film, que nous avons écrite ensemble. C'est une chanson étrange : je me souviens que Pasolini en a écrit les paroles en extrapolant une série de mots ou de petites phrases de l'Othello de Shakespeare et en les unifiant ensuite. »
En 1966, il participe pour la troisième fois au Concours Eurovision de la chanson (après 1958 et 1959), en terminant avec les mêmes chansons qu'à Sanremo. En 1964, il remporte le Festival de Naples avec Ornella Vanoni sur la chanson Tu si' 'na cosa grande ; en 1965, il participe à Un disco per l'estate avec Come si fa a non volerti bene.
Après son passage chez Fonit, il passe chez Curci en 1964 ; les disques de cette période, cependant, à part quelques exceptions comme L'avventura ou Dio, come ti amo, ne sont pas très bien accueillis par le public. En 1968, il retourne chez RCA Italiana, la maison où il avait fait ses débuts, mais même là, les nouveaux disques n'ont d'abord que peu de succès ; la situation commence à changer avec l'enregistrement de Come hai fatto, en 1969, qui marque son retour au hit-parade. Comme le raconte Modugno, Come hai fatto est né à l'origine en dialecte napolitain :
« Dopo tre anni di crisi, in cui non riuscivo più a comporre, ho scritto Come hai fatto, che era nata però napoletana, Ma cumm' ha fatto. Soltanto che mi hanno costretto a trascriverla in italiano, ma è il dialetto la vera lingua di noi »
— Domenico Modugno.
        
« Après trois ans de crise, où je ne pouvais plus composer, j'ai écrit Come hai fatto, qui est cependant né en napolitain, Ma cumm' ha fatto. C'est seulement eux qui m'ont obligé à le transcrire en italien, mais le dialecte est notre vraie langue. »
Avec Ricordando con tenerezza, il participe la même année à la Mostra Internazionale di Musica Leggera (it) à Venise, une œuvre autobiographique qui connaît un certain succès.
L'épisode de l'élimination de Meraviglioso par le jury de sélection remonte à 1968 :
« Meraviglioso non fu capita immediatamente, e Renzo Arbore lo ha riconosciuto di recente in una trasmissione televisiva confessando che anche lui si adoperò nella giuria dell'epoca perché la canzone venisse scartata, in quanto non adatta al Festival di Sanremo. Lo stesso Arbore l'ha poi indicata come la sua canzone preferita attuale. »
— Domenico Modugno.
        
« Meraviglioso n'a pas été compris tout de suite, et Renzo Arbore l'a reconnu récemment dans une émission de télévision, avouant qu'il avait lui aussi fait partie du jury à l'époque pour que la chanson soit rejetée parce qu'elle ne convenait pas au festival de Sanremo. Plus tard, Arbore lui-même a déclaré qu'il s'agissait de sa chanson préférée du moment. »
Modugno a participé cette année-là en interprétant une chanson qui n'était pas la sienne, Il posto mio, écrite par Tony Renis, qui n'a pas connu un grand succès commercial :
« Il posto mio, secondo disco con la RCA, è il frutto di un errore di valutazione. Non che la canzone fosse brutta, anzi, però non era adatta al mio personaggio così come veniva percepito dalla gente. Mi feci convincere da quell'impastoiavacche che è Tony Renis, e così fummo buttati fuori tutti e due alla prima serata. Forse è il caso di ricordare che un altro errore fu commesso da Renis stesso nella scelta dell'arrangiamento. Ennio Morricone ne aveva approntato uno veramente bello, ma Renis non era troppo soddisfatto e chiedeva sempre dei cambiamenti fin quando, in extremis, fu scelto quello del maestro Franco Pisano. »
— Domenico Modugno.
        
« Il posto mio, mon deuxième disque chez RCA, est le résultat d'une erreur de jugement. Non pas que la chanson soit mauvaise, au contraire, mais elle ne correspondait pas à mon caractère tel qu'il était perçu par les gens. Je me suis laissé convaincre par l'impastoiavacche qu'est Tony Renis, et nous avons donc été jetés tous les deux dès le premier soir. Il est peut-être utile de mentionner que Renis lui-même a commis une autre erreur dans le choix de l'arrangement. Ennio Morricone en avait préparé un très beau, mais Renis n'était pas très satisfait et demandait toujours des changements jusqu'à ce que, in extremis, celui du maestro Franco Pisano soit choisi. »
En 1969, il joue dans la comédie musicale Mi è caduta una ragazza nel piatto.

### Années 1970

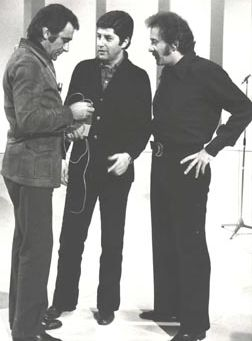
Modugno lors de l'enregistrement de l'émission télévisée Teatro 10 (1971) avec Alberto Lupo (à gauche) et le metteur en scène Antonello Falqui (au centre).

Le succès est confirmé l'année suivante par La lontananza, qui atteint la première place des palmarès musicaux ; les paroles de cette chanson ont été écrites en collaboration avec Enrica Bonaccorti, que l'auteur-compositeur-interprète avait rencontrée l'année précédente lors de la production de la pièce Mi è caduta una ragazza nel piatto :
« La lontananza esprime secondo me un grande sentimento d'amore, e possiede in sé una grande idea. il vento che spegne tutti i fuochi piccoli e accende quelli grandi. L'idea non è mia, ma io la afferrai al volo quando la Bonaccorti mi lesse una lettera che le aveva scritto il suo ragazzo: la sviluppai e nacque la canzone »
— Domenico Modugno

« À mon avis, La lontananza exprime un grand sentiment d'amour et contient une grande idée : le vent qui éteint tous les petits feux et ravive les grands. L'idée n'est pas de moi, mais je l'ai saisie au vol lorsque Bonaccorti m'a lu une lettre que son petit ami lui avait écrite : je l'ai développée et la chanson est née. »
La gabbia (également en 1970), Come stai et Tuta blu (en 1971) et Un calcio alla città (en 1972) sont également entrés dans les hit-parades.
De cette période datent des albums comme Con l'affetto della memoria et Il mio cavallo bianco, ainsi qu'une célèbre collection de six disques, Tutto Modugno de 1972, avec quelques titres inédits et des réenregistrements d'anciennes chansons. En 1974, il divorce et retourne chez la maison de disques Curci, renommé entre-temps « Carosello », avec lequel il enregistre onze singles et trois albums ; certains succès de cette période, comme Piange... il telefono (1974) et Il maestro di violino (1976) (dont la musique a été écrite par le maestro Pippo Caruso), ont été attaqués par de nombreux critiques et considérés comme une concession aux effets faciles et larmoyants, tout comme les deux films — inspirés par les chansons — qui ont subi les mêmes critiques.
1971 devait être l'année de la comédie musicale Alleluja brava gente, toujours faite en collaboration avec Garinei et Giovannini, pour lequel Modugno écrivit toute la musique, mais en raison de problèmes de santé, il abandonna et fut remplacé par Gigi Proietti ; en réalité, il semble qu'à l'origine de l'abandon de Modugno, il y ait eu des désaccords avec son partenaire de jeu dans le spectacle, Renato Rascel. Ce n'est que bien des années plus tard que Modugno confirmera ce qui, jusqu'alors, n'avait été que des ragots dans les milieux du monde du spectacle :
« Alla base della decisione ci fu una litigata con Rascel, che era il direttore artistico. Lui si era ritenuto offeso per le difficoltà incontrate dalla moglie nell'interpretazione di una canzone semplicissima che io avevo scritto per lei. I pettegolezzi del direttore d'orchestra, che si era dato da fare per riferire a me e Rascel le rispettive reazioni avevano acuito il contrasto, così io ritenni di non poter incominciare un'avventura che sarebbe dovuta durare due anni. »
— Domenico Modugno

« À l'origine de cette décision, il y a une querelle avec Rascel, qui était le directeur artistique. Il s'était senti offensé par les difficultés de sa femme à interpréter une chanson très simple que j'avais écrite pour elle. Les bavardages du chef d'orchestre, qui s'était ingénié à nous faire part, à Rascel et à moi, de leurs réactions respectives, avaient exacerbé le conflit, de sorte que je ne pouvais pas commencer une aventure qui allait durer deux ans. »
Il a participé à plusieurs éditions de l'émission Canzonissima, mais n'a pas gagné (son meilleur résultat a été la quatrième place). En 1974, il remporte la première édition du Premio Tenco, le festival de la chanson de Sanremo. De 1973 à 1976, il est Mackie Messer dans L'Opéra de quat'sous de Bertolt Brecht et Kurt Weill, mis en scène par Giorgio Strehler.

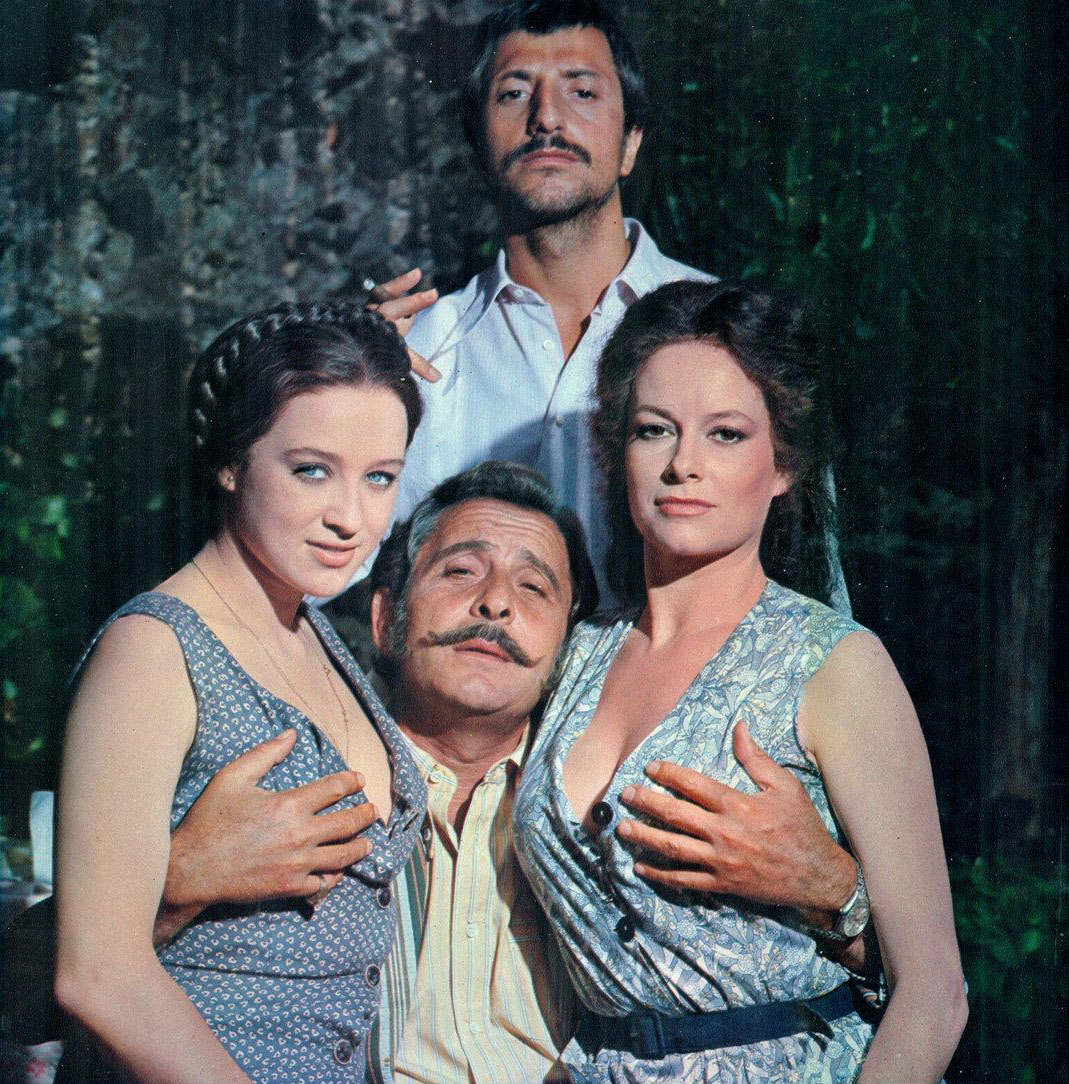
En haut Pippo Franco, en bas de gauche à droite Eleonora Giorgi, Domenico Modugno et Luciana Paluzzi dans le film Cavale, Tonton ! (1974).

En 1976, il intervient en tant qu'invité d'honneur lors de la dernière soirée du festival de Sanremo, en interprétant un pot-pourri de ses succès. À l'origine, il avait été chargé de diriger le festival, mais à trois jours du début, il y renonça et fut donc remplacé par Giancarlo Guardabassi. Il publie cependant l'une de ses chansons les plus célèbres, Malarazza, inspirée d'une chanson populaire sicilienne retravaillée avec l'auteur-compositeur-interprète, metteur en scène et actrice palermitaine Emma Muzzi Loffredo, qui sera reprise par de nombreux autres artistes : Roy Paci & Aretuska, Carmen Consoli, Ginevra Di Marco, les Lautari et Peppe Voltarelli. À cette occasion, Modugno a été accusé au tribunal de Milan par Dario Fo d'avoir plagié l'une de ses précédentes réélaborations de la même chanson sicilienne, réalisée pour son spectacle Ci ragiono e canto. Même la célèbre chanteuse folklorique sicilienne Rosa Balistreri, lors d'un concert à Cianciana, dans la province d'Agrigente, le 2 août 1980, a publiquement accusé Modugno d'avoir copié, comme tant d'autres, la tradition folklorique sicilienne.
Célèbre en 1977, son concert à Viareggio devant plus de 5 000 spectateurs, dont est tiré l'album Dal vivo alla Bussoladomani.
En 1978, Modugno revient au théâtre, ou plutôt au Teatro Tenda de la Piazza Mancini à Rome, avec la comédie musicale Cyrano, dont les chansons sont rassemblées dans l'album du même nom, qui connaît un grand succès, et qui est le dernier enregistré pour la maison de disques Carosello. Le spectacle est ensuite filmé par Rai 2 en trois épisodes. Le grand succès obtenu d'abord au Teatro Tenda puis au Teatro Giulio Cesare et dans quelques villes italiennes est tel qu'il est emmené en tournée en Amérique du Sud.

### Années 1980
En 1981, Modugno est engagé par la télévision publique chilienne pour participer à l'émission Vamos A Ver, mais alors qu'il s'apprête à quitter Rome, l'impresario Edgardo Marcel lui conseille par téléphone depuis Santiago de suspendre son voyage car les autorités ne lui permettent pas d'entrer au Chili en raison des déclarations qu'il a faites précédemment sur la situation politique chilienne et la dictature de Pinochet ; l'artiste charge ensuite son avocat de poursuivre la télévision chilienne en justice.
En 1983, il passe à Panarecord : cette association ne dure cependant pas longtemps, en raison de problèmes de santé qui le frappent brusquement en peu de temps.

#### L'accident vasculaire cérébral et les différents engagements politiques

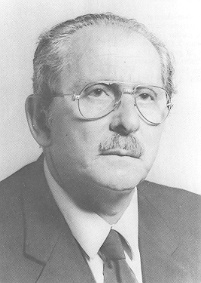
Domenico Modugno en politique en 1987.

Fumeur invétéré depuis plus de trente ans, Modugno est victime d'une attaque cérébrale le 12 juin 1984 lors de l'enregistrement de l'émission La luna nel pozzo sur Canale 5, dans les studios de télévision de Cologno Monzese. L'artiste lui-même attribue la maladie aux cinquante à soixante cigarettes par jour qu'il fumait depuis des années. Le médecin de garde ne se rend pas compte de la gravité de son état et lui dit de prendre de l'aspirine et de rentrer chez lui ; pendant la nuit, son état s'aggrave et il est admis à l'hôpital San Raffaele de Milan ; quelques jours plus tard, il est transféré au service neurochirurgical de Niguarda, puis dans une clinique de Rome où, malgré les soins reçus, il reste paralysé d'un côté du corps et a des difficultés à articuler la parole, ce qui l'oblige à abandonner son activité artistique ; il est contraint à une rééducation de plus de trois mois et ce n'est que vers le mois de septembre de la même année qu'il commence à s'améliorer
Son engagement politique l'a amené à participer aux campagnes du Parti socialiste italien auquel il a fait don des droits d'auteur de la chanson L'anniversario, composée en 1973 à l'occasion de la campagne pour le référendum sur l'abrogation de la loi Fortuna - Baslini qui avait introduit le divorce dans le droit italien en 1971. En 1986, impressionné par les activités en faveur des handicapés du Fronte Radicale Invalidi, il commence à s'intéresser aux initiatives du parti radical, pour lequel il se présente aux élections politiques de 1987 et est élu à la Chambre des députés lors de la dixième législature. Le 18 avril 1990, à la suite de la démission de Gianfranco Spadaccia du Sénat, il démissionne pour devenir sénateur, poste qu'il occupera jusqu'à la fin de la législature. Au cours de son mandat parlementaire, il travaille sur les questions des droits des handicapés et sur la réglementation relative à la protection des artistes.
Il mène ensuite une véritable bataille pour l'hôpital psychiatrique d'Agrigente, où les patients vivent dans des conditions presque inhumaines, réussissant en 1988 à faire fermer l'hôpital et à dédier un concert aux patients hospitalisés, le premier à avoir lieu après sa maladie.

### Années 1990
En 1990, il est élu conseiller municipal d'Agrigente. Deux ans plus tard, il se présente à la Chambre des députés avec la Fédération des Verts dans la circonscription Palermo-Trapani-Agrigento-Caltanissetta : bien qu'il soit le plus voté de sa liste, avec 1562 préférences, il ne parvient pas à être élu en raison des mauvais résultats du parti.

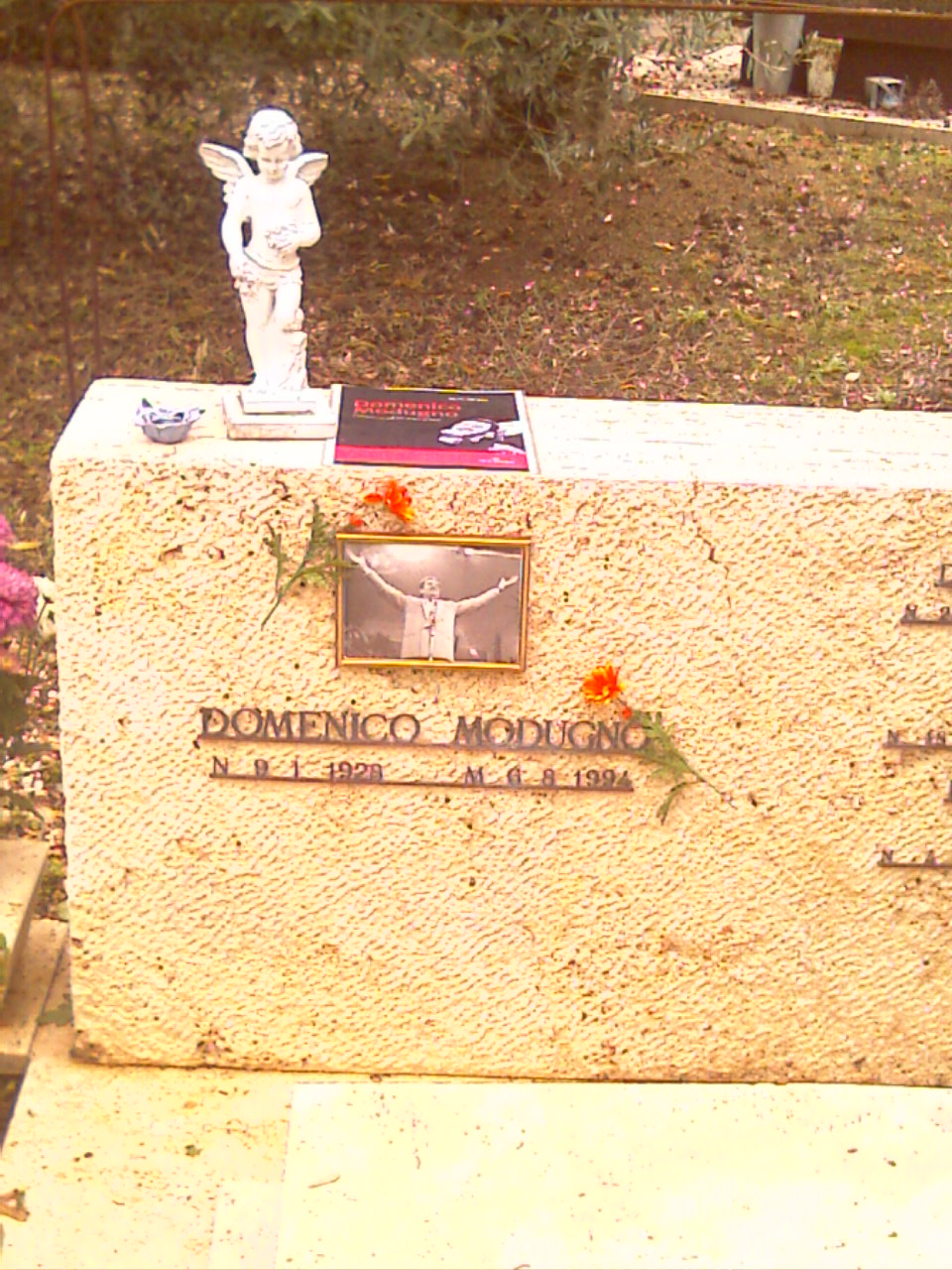
Tombe de Domenico Modugno.

En juillet 1991, il donne un concert aux Thermes de Caracalla. En octobre de la même année, il est victime d'une légère crise cardiaque,. En mai 1992, il chante à Turin, lors d'un concert gratuit sur la Piazza San Carlo,. La même année, il retourne pour la dernière fois aux États-Unis pour sept concerts, qui se terminent le 14 décembre. Le 26 août 1993, à Polignano a Mare, sa ville natale, il donne son dernier concert, en présence de 70 000 personnes, pour « faire la paix avec les gens de Polignano », car il s'est toujours déclaré sicilien,. L'événement, intitulé Modugno torna a casa, l'a vu parader le long de la côte de Polignano à la tête d'un cortège de bateaux, puis traverser la ville en embrassant des enfants et en leur serrant la main à bord de la Lancia Aurelia B24 du Fanfaron et du concert au cours duquel il a déclaré : « Chiedo scusa, ma per la fame avrei anche detto di essere giapponese! » (litt. « Je vous demande pardon, mais si j'avais faim, j'aurais aussi dit que j'étais japonais ! »). En 1993, il enregistre avec son fils Massimo la dernière chanson Delfini (Sai che c'è), qu'ils présentent ensuite à l'émission Domenica in lors de leur dernière apparition à la télévision,. Modugno était très éprouvé et méconnaissable à cause de sa barbe blanche.
Après une aggravation de son état, il meurt d'un infarctus à l'âge de 66 ans le 6 août 1994 à son domicile de Lampedusa, ; il est transporté dans sa villa de l'Appia Antica pour la chambre funéraire et les obsèques ont lieu dans la basilique Saint-Sébastien-hors-les-Murs. Il repose au cimetière Flaminio à Rome.

## Vie privée
En 1955, Modugno épouse l'actrice, meneuse de revue et soubrette Franca Gandolfi, qui donne naissance à Marco Modugno en 1958. En 1961, alors qu'il travaille à la comédie musicale Rinaldo in campo, il a une liaison avec la danseuse, chorégraphe et costumière Maurizia Calì, mariée à l'ingénieur Romano Camilli, dont il a un fils, Fabio Camilli, en 1962. En 1966, il a des jumeaux, Massimo et Marcello, de sa femme. En août 2019, la première section civile de la Cour suprême de cassation reconnait, après 18 ans de bataille juridique, que Fabio Camilli, né le 10 août 1962, est légalement le fils de Domenico Modugno.

## Filmographie

### Réalisateur
- 1963 : Tutto è musica

### Acteur de cinéma
- 1949 : Les Pompiers chez les pin-up (I pompieri di Viggiù) de Mario Mattoli
- 1951 : Destino (it) d'Enzo Di Gianni et Domenico Gambino
- 1951 : Cameriera bella presenza offresi... de Giorgio Pàstina
- 1951 : Filumena Marturano, d'Eduardo De Filippo
- 1952 : C'est la faute au grisbi (Processo contro ignoti) de Guido Brignone
- 1952 : Carica eroica de Francesco De Robertis
- 1953 : La Caravane du péché (it) (La carovana del peccato) de Pino Mercanti
- 1953 : Anni facili de Luigi Zampa
- 1954 : Questa è la vita, segment La giara de Giorgio Pàstina
- 1954 : Rosso e nero (it) de Domenico Paolella
- 1954 : D'Artagnan, chevalier de la reine (I cavalieri della regina) de Mauro Bolognini
- 1955 : Da qui all'eredità de Riccardo Freda
- 1955 : Canzoni di tutta Italia de Domenico Paolella
- 1955 : Le Village magique de Jean-Paul Le Chanois
- 1955 : Les Révoltés (Il mantello rosso) de Giuseppe Maria Scotese
- 1955 : I pinguini ci guardano de Guido Leoni
- 1956 : Accadde di notte (it) de Gian Paolo Callegari
- 1956 : Les Forains (I girovaghi) de Hugo Fregonese
- 1957 : Les Aventures des trois mousquetaires (Le avventure dei tre moschettieri) de Joseph Lerner
- 1957 : L'Épée gasconne (La spada imbattibile) de Hugo Fregonese
- 1957 : Lazzarella de Carlo Ludovico Bragaglia
- 1957 : Maris en liberté (Mariti in città) de Luigi Comencini
- 1958 : Épouses dangereuses (Mogli pericolose) de Luigi Comencini
- 1958 : Io, mammeta e tu de Carlo Ludovico Bragaglia
- 1959 : Nuits d'Europe (Europa di notte) d'Alessandro Blasetti
- 1959 : Le Don Juan des bas-fonds (Nel blu dipinto di blu) de Piero Tellini
- 1959 : Destination San Remo (Destinazione Sanremo) de Domenico Paolella
- 1959 : Napoli è tutta una canzone (it) d'Ignazio Ferronetti
- 1959 : Esterina de Carlo Lizzani
- 1959 : Mantelli e spade insanguinate de Nathan Juran et Frank McDonald
- 1960 : Rendez-vous à San Remo (it) (Sanremo - La grande sfida) de Piero Vivarelli
- 1960 : Adua et ses compagnes (Adua e le compagne) d'Antonio Pietrangeli
- 1960 : Vacances en Argentine (Vacanze in Argentina) de Guido Leoni
- 1960 : Je cherche une maman (Appuntamento a Ischia) de Mario Mattoli
- 1961 : L'onorata società (it) de Riccardo Pazzaglia
- 1961 : Le Jugement dernier (Il giudizio universale) de Vittorio De Sica
- 1963 : Tutto è musica de Domenico Modugno
- 1966 : Des oiseaux, petits et gros (Uccellacci e uccellini) de Pier Paolo Pasolini (comme compositeur)
- 1966 : Per un pugno di canzoni de José Luis Merino
- 1967 : La Belle et le Serpent (Three Bites of the Apple) d'Alvin Ganzer
- 1968 : Caprice à l'italienne (Capriccio all'italiana), segment Que sont les nuages (Che cosa sono le nuvole?) de Pier Paolo Pasolini
- 1972 : L'Argent de la vieille (Lo scopone scientifico) de Luigi Comencini
- 1974 : Cavale, Tonton ! (La sbandata) d'Alfredo Malfatti et Salvatore Samperi
- 1975 : Le téléphone pleure (Piange... il telefono) de Lucio De Caro
- 1976 : Il maestro di violino (it) de Giovanni Fago
- 1983 : "FF.SS." - Cioè: "...che mi hai portato a fare sopra a Posillipo se non mi vuoi più bene?" de Renzo Arbore

## Théâtre
- 1952 - Le Bourgeois gentilhomme (Il borghese gentiluomo)
- 1954 - Controcorrente
- 1955 - Italia sabato sera
- 1956 - Il diluvio
- 1958 - La rosa di zolfo
- 1961 - Rinaldo in campo
- 1963 - Tommaso d'Amalfi
- 1965 - L'isola delle capre
- 1968 - Liolà
- 1969 - Mi è cascata una ragazza nel piatto
- 1971 - Non svegliate la signora
- 1973 - L'opera da tre soldi
- 1979 - Cyrano
- 1981 - L'uomo che incontrò se stesso

## Compositeur
- 1957 : Mariti in città pour le film homonyme de Luigi Comencini.
- 1973 : Liola de Luigi Pirandello, mise en scène d'Henri Delmas et Gabriel Garran au Théâtre de la Commune d'Aubervilliers
- 2005 : Quando l'uomo principale, chorégraphie et mise en scène de Jan Fabre, au Théâtre national de Bretagne Rennes, à la Comédie de Valence
- 2006 : Altro piccolo progetto domestico, chorégraphie d'Ambra Senatore, au Château-Rouge d'Annemasse

## Discographie

### 16 tours
- 1958 Domenico Modugno (Fonit, LP.1)

### 33 tours 25 cm
- 1955 I successi di Domenico Modugno I (RCA Italiana, A10V 0029)
- 1955 I successi di Domenico Modugno II (RCA Italiana, A10V 0030)
- 1956 Domenico Modugno e la sua chitarra - Un poeta un pittore un musicista (Fonit Cetra, LP 200)
- 1956 Domenico Modugno e la sua chitarra nº 2 - Un poeta un pittore un musicista (Fonit Cetra, LP 201)
- 1958 La strada dei successi (Fonit Cetra, LP 260)
- 1958 Domenico Modugno (Fonit Cetra, LP 261) (Album avec une face en italien et une face en français)
- 1958 Domenico Modugno (Fonit Cetra, LP 278)

### 33 tours 30 cm
- 1958 Domenico è sempre Domenico (RCA Italiana, PML 10019)
- 1959 Domenico Modugno (Fonit Cetra, LP 20003)
- 1960 Domenico Modugno (Fonit Cetra, LP 20011)
- 1961 Modugno (Fonit Cetra, LP 20015)
- 1961 Rinaldo in campo (Fonit Cetra, LP 20016; avec Delia Scala, Franco Franchi et Ciccio Ingrassia)
- 1962 Domenico Modugno (Fonit Cetra, LP 20022)
- 1963 Tutto è musica (Fonit Cetra, LPR 20024)
- 1963 Modugno siciliano (Fonit Cetra, LPQ 09006)
- 1964 Modugno (Fonit Cetra, LPQ 09014)
- 1966 Dio, come ti amo (album)|Dio, come ti amo (Curci, SPLP 901)
- 1967 Modugno (Curci, SPLP 902)
- 1968 Domenico Modugno (RCA Italiana, PSL 10433)
- 1970 Domenico Modugno (RCA Italiana, PSL 10468)
- 1971 Con l'affetto della memoria (RCA Italiana, PSL 10513)
- 1972 Tutto Modugno (RCA Italiana, PSL 10552; édition de six disques avec quelques réenregistrements du répertoire de Fonit Cetra et Curci)
- 1973 Il mio cavallo bianco (RCA Italiana, DPSL 10616)
- 1975 Piange... il telefono e le più belle canzoni di Domenico Modugno (Carosello Records, CLN 25057)
- 1976 L'anniversario (Carosello, CLN 25066)
- 1977 Dal vivo alla Bussoladomani (Carosello, CLN 25077)
- 1978 Cyrano (Carosello, CLN 25081)
- 1984 Pazzo amore (Panarecord, 33311)

### CD
- 1997 L'arca di Modugno (BMG, 74321451062)
- 1997 Io, Domenico Modugno "Inedito" (CGD East West, 3984-21417-2)
- 2001 Domenico Modugno Live@Rtsi (RTSI/Edel Music; enregistré le 7 janvier 1981 en direct à la télévision suisse italienne ; un DVD de la même prestation a été publié en 2006)
- 2006 Domenico Modugno Radio Show (Twilight Music/|RAI, serie Via Asiago 10, TWI CD AS 06 23, anthologie des enregistrements télévisés en direct)